# ISO 3166-2:MH
ISO 3166-2:MH est l'entrée pour les Îles Marshall dans l'ISO 3166-2, qui fait partie du standard ISO 3166, publié par l'Organisation internationale de normalisation (ISO), et qui définit des codes pour les noms des principales administration territoriales (e.g. provinces ou États fédérés) pour tous les pays ayant un code ISO 3166-1.

## Chaîne d’îles (2)
- MH-L Ralik chain
- MH-T Ratak chain

## Municipalité (24)
Les noms des subdivisions sont listés selon l'usage de la norme ISO 3166-2, publiée par l'agence de maintenance de l'ISO 3166.
| Code   | Nom de la subdivision | Nom de la subdivision | Chaîne d’îles | Chaîne d’îles  |
| Code   | en anglais            | en marshallais        | Code          | Nom en anglais |
| ------ | --------------------- | --------------------- | ------------- | -------------- |
| MH-ALL | Ailinglaplap          | Aelōn̄ḷapḷap           | MH-L          | Ralik chain    |
| MH-ALK | Ailuk                 | Aelok                 | MH-T          | Ratak chain    |
| MH-ARN | Arno                  | Arṇo                  | MH-T          | Ratak chain    |
| MH-AUR | Aur                   | Aur                   | MH-T          | Ratak chain    |
| MH-KIL | Bikini & Kili         | Pikinni & Kōle        | MH-L          | Ralik chain    |
| MH-EBO | Ebon                  | Epoon                 | MH-L          | Ralik chain    |
| MH-ENI | Enewetak & Ujelang    | Ānewetak & Wūjlan̄     | MH-L          | Ralik chain    |
| MH-JAB | Jabat                 | Jebat                 | MH-L          | Ralik chain    |
| MH-JAL | Jaluit                | Jālwōj                | MH-L          | Ralik chain    |
| MH-KWA | Kwajalein             | Kuwajleen             | MH-L          | Ralik chain    |
| MH-LAE | Lae                   | Lae                   | MH-L          | Ralik chain    |
| MH-LIB | Lib                   | Ellep                 | MH-L          | Ralik chain    |
| MH-LIK | Likiep                | Likiep                | MH-T          | Ratak chain    |
| MH-MAJ | Majuro                | Mājro                 | MH-T          | Ratak chain    |
| MH-MAL | Maloelap              | Ṃaḷoeḷap              | MH-T          | Ratak chain    |
| MH-MEJ | Mejit                 | Mājej                 | MH-T          | Ratak chain    |
| MH-MIL | Mili                  | Mile                  | MH-T          | Ratak chain    |
| MH-NMK | Namdrik               | Naṃdik                | MH-L          | Ralik chain    |
| MH-NMU | Namu                  | Naṃo                  | MH-L          | Ralik chain    |
| MH-RON | Rongelap              | Ron̄ḷap                | MH-L          | Ralik chain    |
| MH-UJA | Ujae                  | Ujae                  | MH-L          | Ralik chain    |
| MH-UTI | Utrik                 | Utrōk                 | MH-T          | Ratak chain    |
| MH-WTH | Wotho                 | Wōtto                 | MH-L          | Ralik chain    |
| MH-WTJ | Wotje                 | Wōjjā                 | MH-T          | Ratak chain    |

## Historiques
Historique des changements
- 19 février 2010 : Ajout du préfixe au premier niveau et d’un nom générique en marshall (mh)
- 3 mars 2014 : Modification de l'orthographe de MH-ENI, MH-KIL, MH-NMK et MH-UTI; mise à jour de la Liste Source
- 2017-11-23 : Modification de l'orthographe du nom mah de la subdivision de MH‐ALK, MH‐ALL, MH‐ARN, MH‐EBO, MH‐JAB, MH‐JAL, MH‐KWA, MH‐LIB, MH‐MAJ, MH‐MAL, MH‐MEJ, MH‐MIL, MH‐NMK, MH‐NMU, MH‐RON, MH‐UTI, MH‐WTH, WTJ; en mah/eng, MH-JAB, MH-JAL, MH-KIL en mah/eng of MH-ENI, MH-KIL; mise à jour de la Liste Source